# Circolo Sportivo Rizzoli 1963-1964
Questa voce raccoglie le informazioni riguardanti il Circolo Sportivo Rizzoli nelle competizioni ufficiali della stagione 1963-1964.

## Rosa
| N. |                   | Ruolo | Calciatore        |
| -- | ----------------- | ----- | ----------------- |
|    | Italia (bandiera) | A     | Bacci             |
|    | Italia (bandiera) | A     | Bruno Beretti     |
|    | Italia (bandiera) | A     | Aquilino Bonfanti |
|    | Italia (bandiera) | A     | Giovanni Calegari |
|    | Italia (bandiera) | C     | Giuseppe Campi    |
|    | Italia (bandiera) | A     | Roberto Cei       |
|    | Italia (bandiera) | P     | Agostino Colombo  |
|    | Italia (bandiera) | C     | Emilio Corazza    |
|    | Italia (bandiera) | D     | Arturo De Pedri   |
|    | Italia (bandiera) | D     | Luigi Garagna     |
|    | Italia (bandiera) | D     | Angelo Gennari    |

| N. |                   | Ruolo | Calciatore         |
| -- | ----------------- | ----- | ------------------ |
|    | Italia (bandiera) | P     | Lino Lavezzari     |
|    | Italia (bandiera) | C     | Pier Luigi Magri   |
|    | Italia (bandiera) | A     | Silvano Mainardi   |
|    | Italia (bandiera) | C     | Eugenio Petrini    |
|    | Italia (bandiera) | C     | Cesare Reina       |
|    | Italia (bandiera) | P     | Antonio Seveso     |
|    | Italia (bandiera) | D     | Vincenzo Tarantino |
|    | Italia (bandiera) |       | Testa              |
|    | Italia (bandiera) | A     | Roberto Vitaloni   |
|    | Italia (bandiera) | A     | Angelo Zini        |